# Гершвиновская премия
Ге́ршвиновская пре́мия Библиоте́ки Конгре́сса за вклад в популя́рную пе́сню (англ. Library of Congress Gershwin Prize for Popular Song) — награда, присуждаемая композиторам и исполнителям за их вклад в развитие популярной музыки. Премия была учреждена в 2007 году Библиотекой Конгресса (США) и названа в честь братьев Джорджа и Айры Гершвина. Первым награждённым стал Пол Саймон.

## История
Гершвиновская премия была создана и впервые присуждена в 2007 году под руководством
директора Библиотеки Джеймса Биллингтона с целью признать «глубокое и позитивное влияние популярной музыки на мировую культуру». Удостоенный Гершвиновской премии должен «служить примером мастерства, ассоциирующегося с братьями Гершвин». Определяя получателя премии, директор Библиотеки работает с персоналом её музыкального отдела, а также широко сотрудничает со всем музыкальным сообществом.
1 марта 2007 было объявлено, что Пол Саймон станет первым удостоенным новой премии. Премия была вручена ему 23 мая 2007 года в Уорнер-Театре (англ. Warner Theatre) во время гала-концерта, на котором исполнялась его музыка. В концерте приняли участие, в частности, Йоланда Адамс, Марк Энтони, Шон Колвин, Джерри Дугласа, Филип Гласс, Элисон Краусс, Лайл Ловетт, Стивен Марли, Джеймс Тейлор, Стиви Уандер, а также бывший соавтор Саймона Артур Гарфанкел.
3 сентября 2008 года Библиотека Конгресса объявила, что вторым обладателем награды стал Стиви Уандер. Президент Барак Обама вручил Уандеру Гершвиновскую премию на церемонии в Белом Доме 25 февраля 2009 года. На концерте, посвящённом вручению премии, кроме самого Уандера выступили также Тони Беннетт, Дайана Кролл, Пол Саймон, will.i.am и другие исполнители.
18 ноября 2009 года Библиотека Конгресса назвала третьим обладателем премии Пола Маккартни. Церемония награждения прошла 2 июня 2010 года в Восточной Комнате Белого Дома в присутствии Барака Обамы и его жены. В концерте кроме самого Маккартни приняли участие Стиви Уандер, Элвис Костелло, группа Jonas Brothers, Херби Хэнхок, Корин Бэйли Рэй, Дейв Грол, Фэйт Хилл, Джек Уайт и другие исполнители.
27 сентября 2011 года были оглашены обладатели четвёртой по счёту премии. Ими стали музыкант Берт Бакарак и поэт-песенник Хэл Дэвид.
13 декабря 2012 года было объявлено, что лауреатом премии за 2013 год стала Кэрол Кинг.
22 июля 2014 года стало известно, что премии за этот год удостоен Билли Джоэл.
В 2015 году очередным лауреатом премии стал Вилли Нельсон.
Лауреатом премии за 2016 год стал американский продюсер и автор-исполнитель Смоки Робинсон.
Лауреатом премии за 2017 год стал американский певец Тони Беннетт.

## Удостоенные
- 2007 — Пол Саймон
- 2008 — Стиви Уандер
- 2009 — Пол Маккартни
- 2011 — Бёрт Бакарак и Хэл Дэвид
- 2013 — Кэрол Кинг
- 2014 — Билли Джоэл
- 2015 — Вилли Нельсон
- 2016 — Смоки Робинсон
- 2017 — Тони Беннетт
- 2019 — Глория Эстефан и Эмилио Эстефан
- 2020 — Гарт Брукс
- 2022 — Лайонел Ричи
- 2023 — Джони Митчелл
- 2024 — Элтон Джон и Берни Топин